# Sciophila salassea
Sciophila salassea är en tvåvingeart som beskrevs av Loïc Matile 1983. Sciophila salassea ingår i släktet Sciophila och familjen svampmyggor.
Artens utbredningsområde är Italien. Enligt den finländska rödlistan är arten starkt hotad i Finland. Arten är reproducerande i Sverige. Artens livsmiljö är naturmoskogar. Inga underarter finns listade i Catalogue of Life.